# قلمرو آیزو
قلمرو آیزو (انگلیسی: Aizu Domain) یک دامنه (هان (ژاپن)) از شوگون‌سالاری توکوگاوا ژاپن در طول دوره ادو از ۱۶۰۱ تا ۱۸۷۱ بود.

## تاریخ

### دوره قبل از ادو
منطقه کوروکاوا که بعدها «واکاماتسو» نامیده شد، تحت کنترل معبد قدرتمند بودایی معبد انچی-جی در دوره هی‌آن بود. با این حال، معبد انچی-جی در طول جنگ گنپی با خاندان تایرا طرف شد و پس از پیروزی میناموتو نو یوریتومو رو به زوال رفت. او قلمرو را به خاندان آشینا (ژاپن)، یک طایفه قدرتمند محلی سامورایی اعطا کرد که از دوره کاماکورا تا دوره موروماچی بر آن حکومت کردند. با این حال، در جنگ‌های دوره سنگوکو، آشیناها توسط همسایگان قدرتمند و متجاوز خود در شمال، خاندان داته شکست خوردند.
در سال ۱۵۹۰، تویوتومی هیده‌یوشی «حوضه آیزو» را به عنوان بخشی از  تیول و ملک به ارزش ۹۱۹٬۰۰۰ ککو، پس از تسلیم داته ماسامونه به گامو اوجیساتو اعطا کرد. سپس پسر اوجیساتو، به نام گامو هیده‌یوکی جانشین او شد، اما او نتوانست نظر هیده‌یوشی را جلب کند و از او دور شد و با کاهش دارایی‌اش به ۱۸۰۰۰۰ ککو، به اوتسونومی منتقل شد. سپس حوضه آیزو به اوئه‌سوگی کاگه‌کاتسو واگذار شد. هیده‌یوشی به او دستور داد که از پایگاه قدرت خود در ولایت اچیگو به این حوضه نقل مکان کند، و به عنوان دایمیوی آیزو منصوب شد.